# Język pendau
Język pendau, także: ndau (a. ndaoe, nda’u), umalasa – język austronezyjski używany w prowincji Celebes Środkowy w Indonezji. Według danych z 2007 roku posługuje się nim blisko 4 tys. osób.
Jego użytkownicy są rozproszeni terytorialnie. Jest środkiem codziennej komunikacji wśród osób z ludu Pendau. Edukacja i kontakty z innymi grupami odbywają się w języku indonezyjskim. W użyciu jest także malajski miasta Manado.
Nie jest krytycznie zagrożony wymarciem. Występuje jednak presja ze strony języka narodowego, który służy jako lingua franca; częsta jest też wielojęzyczność (ze względu na styczność z innymi grupami etnicznymi). Ponadto język młodszego pokolenia wykazuje silne wpływy leksyki indonezyjskiej.
Wiele osób z ludu Pendau ukrywa swoją przynależność etniczną. Niechętnie wchodzą w bliższe relacje z innymi społecznościami. Nazwa umalasa została nadana przez Bugisów i ma charakter pejoratywny.
Sporządzono opis jego gramatyki (2007) . Jest zapisywany alfabetem łacińskim.